# Теодорович Павло Петро
Павло Теодорович ЧСВВ (хресне ім'я Петро; 23 квітня 1894, Трибухівці поблизу Гусятина — 28 травня 1946, Підмихайлівці) — український церковний діяч, священник-василіянин, брат Епіфанія і Йосафати Теодоровичів, та Моніки Теодорович-Полянської, професор філософії Духовної Семінарії у Львові (1924–1925), співредактор «Записок ЧСВВ», «Вісника Марійських Товариств» тощо; довголітній учитель новіціату монастиря в Крехові (1928–1939), Крехівський ігумен (1941–1942) і заступник протоігумена (1935—1946).

## Життєпис
Народився 23 квітня 1894 року в с. Трибухівці біля Гусятина на Тернопільщині в сім'ї о. Миколи Теодоровича і Харитини з Охримовичів.
У 1904–1908 роках навчався в гімназії в Бучачі та проживав у конвікті при місцевому василіянському монастирі. До Василіянського Чину на новіціят у Крехові вступив 6 вересня 1908 року. Перші обіти склав 8 травня 1910 року, а вічні 30 листопада 1913 року. Навчався в Крехові (гуманістика і риторика) в 1910–1913 роках, і перший рік філософії в Лаврові (1913–1914). У серпні 1914 року з початком Першої світової війни покликаний як санітар на військову службу до Теребовлі, разом з іншими сімома товаришами потрапив у російський полон. Висланий у Сибір у м. Томськ. Повернувся в Галичину в 1917 році. Вивчав богослов'я в Лаврові в 1918–1921 роках. Священничі свячення отримав 30 травня 1920 року. Направлений на студії до Григоріанського університету в Римі, які завершив 1923 року докторським ступенем з філософії. Професор філософії у Львівській духовній семінарії св. Духа в 1924–1925 роках. Після короткої перерви був духівником у Місійному інституті в Бучачі. У 1928–1939 роках був магістром новіціяту в Крехові, письменник, дописувач до Записок ЧСВВ, з 1935 року — протоконсультор провінції.
На початку Другої світової війни виїхав до Холма. Був настоятелем для всіх ченців, які опинилися на захід від т. зв. «лінії Керзона» (Генеральне Губернаторство) та для ченців, які перебували в Протектораті Чехи і Моравія (до грудня 1940 р.). В часі німецької окупації був ігуменом в Крехові, Кристинополі та Бучачі. Коли в Галичину повернулася радянська влада, переїхав до с. Підмихайлівці біля Рогатина, де в монастирі монахинь-василіянок ігуменею була його рідна сестра мати Моніка Теодорович-Полянська.
У листопаді 1945 року всіх сестер та отця Теодоровича було запроторено до Станиславівської тюрми. Після кількох тижнів перебування в холодній тюремній камері він дуже тяжко захворів і його випустили.
Помер 28 травня 1946 року в Підмихайлівцях і там похоронений.

## Праці
- Св. о. Василій Великий: Образ його духової появи // Записки Чина св. Василія Великого. — 1924. — Т.1, ч. 1. — с. 11—37.
- Аллярд Павло. Святий Василій Великий // перекл. з франц. о. Павла Теодоровича, ЧСВВ. — Жовква 1933. — 188 с. (перевидання із виправленням перекладу в серії «Українська Духовна Бібліотека» у Видавництві оо. Василіян, Ню-Йорк, 1968. — 202 с.).